# TOY BOX 〜ヒメゴト改訂版〜
『TOY BOX ～ヒメゴト改訂版～』は、Daito Comicsより2004年10月25日に発売された日本の漫画である。著者はみずきえいむ。つるぺた娘をテーマに描かれた短編集で大都社より発行された。『COMIC天魔』に連載されてTENMAコミックスより出された『ヒメゴト』の改訂版である。

## 概要
サブヒロインには巨乳な女の子は登場するが基本的にヒロインの女の子は貧乳の女の子である。そのため、貧乳というフェチものにこだわった内容になっている。男女の話のほかに女の子同士を描いた百合の話やどたばたコメディ的な話もある。

## 登場人物
安藤武仁
未来の園からこんにちはに登場。とある事件をきっかけに全人類の敵となり、メイドに命を狙われることになる青年。
小夜
未来の園からこんにちはに登場。武仁を守るために未来から来た生物兵器。
亜季
恋のラビリンス、夏の思い出に登場。付き合っている先輩のことが好きだが、自分の子供っぽい体に対してコンプレックスを抱いている。
亜季の先輩。
恋のラビリンス、夏の思い出に登場。亜季のことを大事に思っている。
佐藤奈緒
SCENE1984/8に登場。水泳大会の代表に選ばれて千絵と特訓することになる。
千絵
SCENE1984/8に登場。水泳大会の代表に選ばれて奈緒を特訓することになる。
康介
LIKE or LOVE 前編と後編に登場。初めて義妹の真奈美に会ったときから恋をするも言い出せないでいる。
真奈美
LIKE or LOVE 前編と後編に登場。康介に弁当をつくるなど、兄とは仲がいい。
飯島孝
夏の彼方にに登場。よう子に恋心を抱いているがなかなか伝えられないでいる。よう子の妹の司とはなんだかんだで仲がいい。月の下の夜にも孝と思われる人物が登場。
よう子
夏の彼方にに登場。飯島の想い人で司の姉。料理がうまく巨乳。
司
夏の彼方にに登場。飯島に好意を抱いていてよう子の妹。料理がへたで貧乳なことを気にしている。月の下の夜にも司と思われる人物が登場。
優香
お姉ちゃんとわたしに登場。姉が大好きで姉が結婚してしまったことでさびしく思っている。
優香の姉
お姉ちゃんとわたしに登場。結婚した後も優香を大切に思っている。
阿倍覚羅
月の下の夜に登場。阿倍家の人間だが俗世を離れ萌とともに暮らそうとした。
萌
月の下の夜に登場。覚羅に仕えていて覚羅と共に俗世を離れて一緒に暮らそうとした。
お庭番隊長
学園お庭番1、2に登場。様々な学園で起こる問題に対処している。
山田
学園お庭番1、2に登場。お庭番隊長の助手。
高崎
学園お庭番1に登場。魔法クラブ部長。
新井貞治
学園お庭番2に登場。非公認クラブ性の技術解放クラブ、通称性技解所属。女性と60人を愛奴にしたという伝説を持っている。

## 用語解説
阿倍家
代々凶物使いとして戦に出ている一族。

## 既刊一覧
Daito Comicsより刊行。全1巻。
- 2004年10月25日発行 ISBN 4-88653-832-0

## サブタイトル一覧
| !サブタイトル          | 収録されている単行本                            |
| ---------------------- | ----------------------------------------------- |
| 未来の園からこんにちは | 第1巻 （2004年10月25日発行） ISBN 4-88653-832-0 |
| 恋のラビリンス         | 第1巻 （2004年10月25日発行） ISBN 4-88653-832-0 |
| 夏の思い出             | 第1巻 （2004年10月25日発行） ISBN 4-88653-832-0 |
| SCENE 1984/8           | 第1巻 （2004年10月25日発行） ISBN 4-88653-832-0 |
| LIKE or LOVE 前編      | 第1巻 （2004年10月25日発行） ISBN 4-88653-832-0 |
| LIKE or LOVE 後編      | 第1巻 （2004年10月25日発行） ISBN 4-88653-832-0 |
| 夏の彼方に             | 第1巻 （2004年10月25日発行） ISBN 4-88653-832-0 |
| お姉ちゃんのわたし     | 第1巻 （2004年10月25日発行） ISBN 4-88653-832-0 |
| 月の下の夜             | 第1巻 （2004年10月25日発行） ISBN 4-88653-832-0 |
| 学園お庭番①            | 第1巻 （2004年10月25日発行） ISBN 4-88653-832-0 |
| 学園お庭番②            | 第1巻 （2004年10月25日発行） ISBN 4-88653-832-0 |